# Ana Ciontea
Ana Ciontea (n. 15 iulie 1959, Hunedoara) este o actriță română.

## Biografie
Actriță a Teatrului Național I.L. Caragiale din București s-a născut pe 15 iulie 1959 la Hunedoara. A absolvit Institutul de Artă Teatrală și  Cinematografie din București, secția  Actorie, clasa profesorilor Ion Cojar, Marin Moraru și Adriana Popovici, promoția 1982. După 1982 activează la Teatrul Cassandra, Teatrul Mic și Giulești din capitală, Teatrul Național  " Marin Sorescu " din Craiova, Teatrul Tineretului din Piatra Neamț și devine deținătoarea multor premii de interpretare.
Debutează în film în 1983 cu rolul Catarina din drama Întoarcerea din iad. Stabilită în Franța a devenit profesoară la "Académie théâtrale de l'Union Limoges" activând în domeniu cu studenți la Lycee Gay - Lussac, Limoges, clasele de teatru și Compania și Școala de teatru Actea/Caen.
Reîntoarsă în țară, interpretează magistral, la Teatrul Național din București, rolul Maria, o soție casnică  ideală pentru canoanele vremii ce ascunde invidie față de Nadia, o femeie ce stârnește pasiuni clocotitoare din piesa "Un duel", dupa A.P. Cehov în regia lui Alexandru Dabija, alături de Vlad Ivanov (doctorul), Diana Dumbravă (Nadia), Marius Rizea etc... Face parte din echipa serialului de epocă "Aniela", unde interpretează rolul lui Maruca Elefterios, o văduvă respectabilă crescută în spiritul epocii, care nu reușește să înțeleagă  aspirațiile și dorințele celor două fete ale sale: Tereza și Aniela.

## Filmografie

### Filme de cinema
- Întoarcerea din iad (1983)[3]
- Luminile din larg (1986)[4]
- Pădureanca (1987)
- Primăvara bobocilor (1987)
- Umbrele soarelui (1988)
- Această lehamite (1994)[5]
- În fiecare zi Dumnezeu ne sărută pe gură (2001)[6]
- Ciocârlia (2002)
- Undeva la Palilula (2012)[7]
- Sieranevada (2016)[8]
- Marița (2017)
- Ultimul drum spre mare (2019, scurt)
- #dogpoopgirl (2021)
- Om-câine (2021) - Maria

### Seriale TV
- Aniela
- Sacrificiul
- Fructul oprit